# Stig Riemmbe Gælok
Stig Gælok Urheim oder Stig Riemmbe Gælok (ehemals Stig-Gøran Urheim; geboren 7. Juli 1961 im Narvik-Krankenhaus in Narvik) ist ein norwegisch-samischer Schriftsteller und Dichter.

## Leben
Gælok ist in Kjøpsvik, Oppegård und Musken aufgewachsen und hat seine Ausbildung an der Folkehøyskole Fredheim, der weiterführenden Schule in Hamarøy und der Samischen Volkshochschule im schwedischen Jokkmokk erhalten. Er ist Absolvent in Journalismus der Norwegischen Journalistenhochschule und hat an den Universitäten Tromsø, Oslo und Kopenhagen Sprach- und Literaturwissenschaften studiert.
1979 schickte Gælok einen Brief an den Samischen Bildungsrat, in dem er und 12 andere Lule-Sámi-Schüler darum baten, dass der Unterricht in lulesamisch an der Oberschule Hamarøy aufgenommen werden sollte. Er wurde wegen Urkundenfälschung und „Rassenregistrierung“ bei der Polizei angezeigt, als einige der Schüler, die den Brief unterschrieben hatten, auf Druck ihrer Eltern behaupteten, ihre Unterschriften seien gefälscht und sie gegen ihren Willen als Samen bloßgestellt worden waren. Nach vielen Jahrzehnten der Fornorskning (Vernorwegischung), waren die Eltern besorgt, dass eine derartige öffentliche Markierung sich negativ auf das Leben ihrer Kinder auswirken könne. Der Fall dauerte bis 1984, als die Klage gegen Gælok schließlich fallen gelassen wurde. Gælok wurde ein Schadenersatz von 5000 Kronen zugesprochen, den er zur Deckung seiner Anwaltskosten verwendete. Trotzdem führte der Brief schnell zum Erfolg und schon im Herbst 1980 startete die Oberschule Hamarøy dann zum ersten Mal mit einem Lehrangebot in lulesamisch. 10 Schüler nahmen am ersten Geschichtsunterricht in lulesamisch in der Sekundarstufe II in Norwegen teil. Es war das erste Mal, dass lulesamisch seit der Unabhängigkeit im Jahr 1905 in Norwegen unterrichtet wurde.

## Werk
Gæloks erster Lyrikband von 1983 O, Oarjjevuodna (über den Hellmofjord, lulesamisch Oarjjevuodna, einen Arm des Tysfjord) wird als der Beginn der lulesamischen Lyrik angesehen. Nach Anta Pirak ist Gælok erst der zweite Schriftsteller lulesamischer Sprache.
Im Jahr 2000 erhielt Gælok den Literaturpreis des Samenrates für das Kinderbuch Biehtár ja Duommá jávren stulliba (lulesamisch, dt. etwa Peter und Tomas beim Lachsfischen auf dem See). Er veröffentlichte insgesamt 16 Bücher (Stand 2021) in Lulesamisch, teilweise mit norwegischem Paralleltext, oder in Norwegisch. Gælok übersetzt auch ins Lulesamische.
| Jahr | Titel | Typ                                                | Sprache                     | Verlag               |
| ---- | --- | -------------------------------------------------- | --------------------------- | -------------------- |
| 1983 | O, Oarjjevuodna                                                                                                | Gedicht                                            | Lulesamisch                 | Jår'galæd'dji AS     |
| 1986 | Vuonak/... fra fjordene                                                                                        | Poetische Erzählung                                | Lulesamisch/Norwegisch      | Th. Blaasværs Forlag |
| 1988 | amuk/... den fremmede                                                                                          | Poetische Erzählung                                | Lulesamisch/Norwegisch      | Th. Blaasværs Forlag |
| 1992 | - ale desti!/- ikke mer!                                                                                       | „Ármme“; Klage- und Trauerlied                     | Lulesamisch/Norwegisch      | Th. Blaasværs Forlag |
| 1992 | Gihttse, gájttsa, båhttje                                                                                      | Kinderbuch                                         | Lulesamisch                 | Th. Blaasværs Forlag |
| 1993 | soaje/venger                                                                                                   | Poetische Erzählung, s. Kari Waag                  | Lulesamisch/Nynorsk         | Th. Blaasværs Forlag |
| 1994 | tsåhke ja vájmmo                                                                                               | Poetische Erzählung                                | Lulesamisch                 | Bágo AS              |
| 1994 | det dobbelte hjerte                                                                                            | Poetische Erzählung                                | Norwegisch                  | Bágo AS              |
| 1994 | gålmåsuorak | Gedicht, s. Anita Synøve Nergård und Kåre Tjihkkom | Lulesamisch                 | Bágo AS              |
| 1995 | gávtsát | Poetische Erzählung                                | Lulesamisch                 | Bágo AS              |
| 1998 | Bádur báhtar                                                                                                   | Poetische Erzählung                                | Lulesamisch                 | Davvi Girji AS       |
| 1999 | Báhkoståhkusa                                                                                                  | Wortspiele für Kinder                              | Lulesamisch                 | Davvi Girji AS       |
| 2000 | Biehtár ja Duommá jávren stulliba                                                                              | Kinderbuch                                         | Lulesamisch                 | Davvi Girji AS       |
| 2002 | Biehtár ja Duommá háhkabivdon                                                                                  | Kinderbuch                                         | Lulesamisch                 | Davvi Girji AS       |
| 2010 | Gáhtto mij máhtij vájmojt suddadit/Gaahtoe mij meehti vaajmojde sjilkehtidh/Bussá mii máhtii váimmuid suddadit | Kinderbuch                                         | Lule-, süd- und nordsamisch | Baldusine NUF        |
| 2011 | Katten som kunne smelte hjerter                                                                                | Kinderbuch                                         | Norwegisch                  | Baldusine NUF        |

### In Lyrik-Anthologie (Lulesaamisch und deutsche Übersetzung)
- Worte verschwinden / fliegen / zum blauen Licht : Samische Lyrik von Joik bis Rap. Übersetzt von Christine Schlosser. In: Johanna Domokos, Christine Schlosser, Michael Rießler (Hrsg.): Samica. Band 4. Albert-Ludwigs-Universität Freiburg, Freiburg 2019, ISBN 978-3-9816835-3-0, S. 294–297.